# 언더그라운드 만화

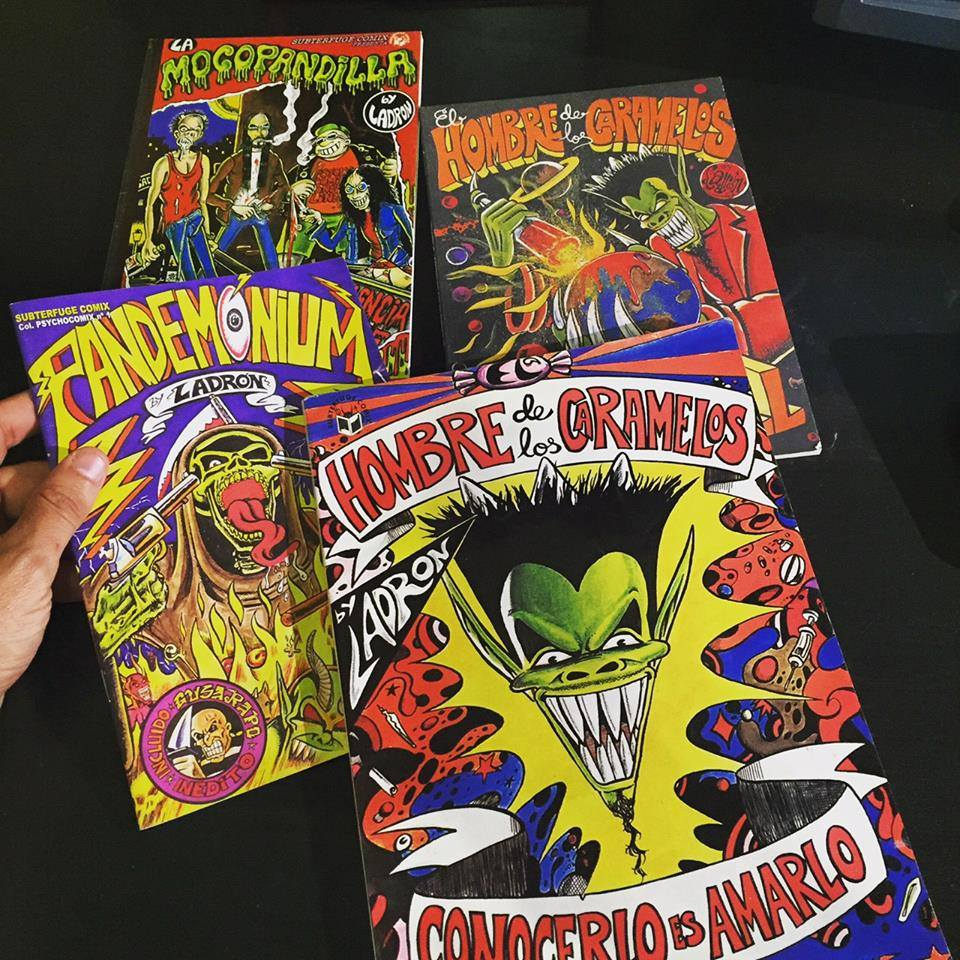

언더그라운드 만화(영어: Underground comix 언더그라운드 코믹스[*])는 1960년대 말에 미국에서 발생한 자비 출판 또는 소규모 출판사에서 간행된 일련의 만화 작품이다.

## 같이 보기
- 동인지
- 실버 에이지 (만화)